# De försvunnas barn
De försvunnas barn (spanska:La historia oficial) är en argentinsk historisk dramafilm från 1985. Filmen är regisserad av Luis Puenzo som även skrivit manus. Den vann en Oscar för bästa utländska film vid Oscarsgalan 1986.

## Rollista (i urval)
- Héctor Alterio – Roberto
- Norma Aleandro – Alicia
- Chunchuna Villafañe – Ana
- Hugo Arana – Enrique
- Guillermo Battaglia – Jose
- Chela Ruíz – Sara
- Patricio Contreras – Benitez
- María Luisa Robledo – Nata